# Nikodim Milaš
Nikodim Milaš (născut Nikola Milaš; în sârbă Никола Милаш; n. 4 aprilie 1845, Šibenik, Imperiul Austriac – d. 20 martie 1915, Dubrovnik, Austro-Ungaria) a fost ierarh al Mitropoliei Bucovinei și Dalmației, episcop al Eparhiei Dalmației și Istriei, canonist și istoric bisericesc.
A fost canonizat de Biserica Ortodoxă Sârbă în rândul sfinților mărturisitori.

## Biografie
S-a născut în orașul Šibenik, unde a absolvit studiile primare. A continuat formarea la Seminarul Teologic din Karlovac, urmat de cursuri la Facultatea de Filosofie a Universității din Viena. În 1867, a întreprins o călătorie Imperiul Rus fiind admis la Academia Teologică din Kiev, pe care a absolvit-o în 1871 cu titlul de magistru în teologie, susținând teza „Demnitatea Bisericii Ortodoxe până în secolul al XIV-lea”. În 1872, a obținut titlul de doctor în teologie la Facultatea de Teologie a Universității din Cernăuți. În 1873, la Kiev, în ajunul Crăciunului, a fost tuns în rasofor, iar în ziua sărbătorii Nașterii Domnului, a fost hirotonit diacon.
În 1874 s-a întors în patria sa, devenind profesor de drept canonic și teologie practică la Seminarul Teologic din Zadar. Un an mai târziu, a primit tunderea în schima mică cu numele monahal Nicodim și a fost hirotonit ieromonah.
La 6 august 1880 a fost ridicat la rangul de arhimandrit. În 1886, a participat activ la reformarea Seminarului Teologic din Belgrad, fiind numit rector al instituției. În această calitate, a promovat modernizarea învățământului teologic, aliniind programa la standardele europene. După un an, s-a reîntors în Dalmația, reluând activitatea didactică și științifică la Seminarul din Zadar.
La 16 septembrie 1890, la Viena, arhimandritul Nicodim a fost hirotonit episcop al Eparhiei Dalmației și Istriei de către mitropolitul Silvestru (Andreevici-Morar). A condus eparhia până la 19 ianuarie 1912, când s-a retras din funcție (cererea fiind înaintată la 21 decembrie 1911). Ultimii ani ai vieții i-a petrecut în orașul Dubrovnik, unde a mutit la 20 martie 1915. A fost înmormântat în Dubrovnik.
În 1930, osemintele sale au fost transferate cu solemnitate la Šibenik și reînhumate în Biserica Schimbarea la Față.
În 1975, Eparhia Dalmației a decis deschiderea unui muzeu la Šibenik, dedicat memoriei sale, unde sunt păstrate manuscrise, obiecte liturgice și documente istorice legate de activitatea sa canonică și pastorală.

## Activitate științifică
Episcopul Nicodim este autorul a numeroase lucrări privind dreptul canonic. Cea mai cunoscută este „Dreptul canonic ortodox” (1890), tradusă în rusă, germană, greacă modernă și bulgară. Între 1895 și 1899, a publicat o amplă colecție intitulată „Canonele Bisericii Ortodoxe”, însoțită de comentarii detaliate și analize istorice. Pentru contribuțiile sale, a fost ales membru de onoare al Academiei Teologice din Sankt Petersburg, Academiei Teologice din Moscova și Academiei Teologice din Kiev.
Dintre lucrările sale istorice, se remarcă „Dalmația Ortodoxă” (1911), care oferă o perspectivă asupra evenimentelor bisericești din Dalmația, începând cu anul 55 (asociat cu predica apostolului Tit) până în 1849.

## Canonizare
La 2 octombrie 2012, în timpul Sfintei Liturghii, episcopul Nicodim a fost proclamat sfânt local al Eparhiei Dalmației, în rândul sfinților mărturisitori. Slujba de canonizare a fost oficiată de episcopul Dalmației, Fotie (Sladojevici).